# Mike Smith (lekkoatleta)
Mike Smith, właśc. Michael Cameron Smith (ur. 16 września 1967  w Kenorze) – kanadyjski lekkoatleta, wieloboista, trzykrotny uczestnik letnich igrzysk olimpijskich (Seul 1988, Barcelona 1992, Atlanta 1996).

## Sukcesy sportowe
- czterokrotny mistrz Kanady w dziesięcioboju – 1989, 1990, 1994, 1995[1]
- dwukrotny zwycięzca zawodów Hypo-Meeting – 1991, 1996[2]

| Rok  | Miasto       | Zawody                      | Konkurencja   | Wynik         |
| ---- | ------------ | --------------------------- | ------------- | ------------- |
| 1986 | Ateny        | mistrzostwa świata juniorów | dziesięciobój | srebrny medal |
| 1988 | Seul         | igrzyska olimpijskie        | dziesięciobój | 14. miejsce   |
| 1990 | Auckland     | igrzyska Wspólnoty Narodów  | dziesięciobój | złoty medal   |
| 1991 | Tokio        | mistrzostwa świata          | dziesięciobój | srebrny medal |
| 1993 | Toronto      | halowe mistrzostwa świata   | siedmiobój    | srebrny medal |
| 1994 | Victoria     | igrzyska Wspólnoty Narodów  | dziesięciobój | złoty medal   |
| 1995 | Göteborg     | mistrzostwa świata          | dziesięciobój | brązowy medal |
| 1996 | Atlanta      | igrzyska olimpijskie        | dziesięciobój | 13. miejsce   |
| 1997 | Ateny        | mistrzostwa świata          | dziesięciobój | 8. miejsce    |
| 1998 | Kuala Lumpur | igrzyska Wspólnoty Narodów  | dziesięciobój | brązowy medal |

## Rekordy życiowe
- dziesięciobój – 8626 – Götzis 26/05/1996
- siedmiobój (hala) – 6279 – Toronto 14/03/1993 (były rekord Kanady)